# Bilyliwka-Krater
Der Bilyliwka-Krater (auch Zapadnaya von russisch Западная Sapadnaja „die Westliche“ [wiss. Transliteration Zapadnaja]; ukrainisch Білилівський кратер Bilyliwskyj krater) ist ein Einschlagkrater in der Ukraine an der Grenze zwischen der Oblast Winnyzja und der Oblast Schytomyr nahe dem Dorf Bilyliwka.
Der Durchmesser des Kraters beträgt 3,2 Kilometer, sein Alter wird auf 165±5 Millionen Jahre geschätzt. Von der Erdoberfläche ist die Einschlagstruktur nicht sichtbar.